# Präferendum
Als Präferendum (lat.: praeferendum – Vorzuziehendes) wird in der Ökologie der Bereich eines bestimmten Umweltfaktors bezeichnet, der für die Lebensvorgänge bestimmter Organismen besonders geeignet ist. Bei Fähigkeit zu freier Standortwahl siedeln sich Organismen im Bereich des Präferendums an. Den optimalen Wert innerhalb des Präferendums stellt das physiologische Optimum dar.
Diese Bezeichnung verwendet man zur Beschreibung der Wirkung ökophysiologischer Faktoren auf Organismen, welche sich in Form einer Toleranzkurve grafisch darstellen lassen.